# Magnus II (Brunszwik-Lüneburg)
Magnus II (zm. 25 lipca 1373) – książę brunszwicki i lüneburski od 1369 r. z dynastii Welfów.

## Życiorys
Magnus II był najstarszym synem księcia brunszwickiego Magnusa I. W 1345 r. został współregentem ojca, a w 1348 r. otrzymał we władanie Sangerhausen. 
Wziął aktywny udział w wojnie o sukcesję w Lüneburgu: już w 1355 na mocy układu Magnusa I i jego kuzyna Wilhelma, księcia lüneburskiego, na następcę tego ostatniego został wyznaczony młodszy brat Magnusa II, Ludwik, który poślubił córkę Wilhelma Matyldę. Tymczasem sam Magnus II poślubił w tym czasie Katarzynę z Anhaltu, co miało stanowić przypieczętowanie przymierza z hrabiami anhalckimi. Gdy już w 1368 r. Ludwik zmarł, z kolei Magnus został ogłoszony przez Wilhelma lüneburskiego dziedzicem. 
Latem 1369 r. zmarł ojciec Magnusa II i ten przejął dziedzictwo w Brunszwiku. Kilka miesięcy później, w listopadzie tego samego roku, zmarł także Wilhelm lüneburski i Magnus II objął także rządy w Lüneburgu. Rozszerzył swoje wpływy również na Saksonię-Lauenburg, której książę Eryk IV poślubił w tym samym roku jego córkę. Jednocześnie Magnus zaangażował się po stronie króla duńskiego Waldemara Atterdaga w jego wojnę przeciwko miastom Hanzy. Waldemar został jednak pokonany i Magnus musiał ponieść z tego tytułu znaczne obciążenia finansowe, co dotkliwie odbiło się na miastach pod jego panowaniem. Jednocześnie cesarz Karol IV Luksemburski w 1370 r. potwierdził prawa do Lüneburga Albrechta Askańczyka, członka rodu książęcego książąt Saksonii-Wittenbergi. W sporze tym samo miasto opowiedziało się po stronie Askańczyków, zrażone do Magnusa jego rabunkową polityką. Magnus próbował miasto odzyskać na drodze zbrojnej, jednak bezskutecznie. W toku trwającej wojny zginął sam Magnus – podczas oblężenia Ricklingen stoczył pojedynek z hrabią Everstein, który zakończył się śmiercią obu jego uczestników.
Wdowa po Magnusie, Katarzyna w 1374 r. poślubiła jego przeciwnika, księcia saskiego Albrechta. Jego synowie zwycięsko wyszli z trwającej nadal wojny sukcesyjnej i ostatecznie objęli rządu zarówno w Brunszwiku, jak i Lüneburgu.

## Potomkowie
Magnus II poślubił w 1356 r. Katarzynę, córkę hrabiego Anhalt-Bernburg Bernarda III. Mieli jedenaścioro dzieci, w tym czterech synów:
- Fryderyk (zm. 1400), książę brunszwicki,
- Otto (zm. 1406), arcybiskup Bremy,
- Bernard I (zm. 1434), książę brunszwicko-lüneburski,
- Henryk I (zm. 1416), książę brunszwicko-lüneburski.